# 郵便貯金切手
郵便貯金切手（ゆうびんちょきんきって）とは、郵便貯金への少額預け入れを推奨するために発行された貯金用切手（台紙）である。

## 概要
台紙へ予め10銭切手（二宮尊徳を図案とする）と切手を貼り付ける枠4枚分が刷り込まれており、これに10銭切手4枚を貼り足すと50銭として預け入れすることができた。
印刷されていた切手を切り取り、郵便物に用いることができた。ただし、注意事項四に「本臺(台)紙に印刷の切手は他に使用しないで下さい」との表記があるので、実際に郵便に使用できたのは当時の逓信省の裁量によるものか不明である。
10銭切手が刷り込まれていない台紙も存在する。

## 歴史
1941年（昭和16年）2月17日の貯金法改正により、郵便貯金において50銭以下の少額の預け入れが不可となった。しかし時節柄、貯蓄を推奨する意味合いもあり、同年7月1日から切手による郵便貯金預入れが再開されたことを受け、主に児童の少額貯金を奨励するために発行された。
1943年（昭和18年）7月9日限りで廃止されたが、既に販売されたものは半年に限り預け入れを認めた。

## 標語
切手を貼り付ける枠には、以下のような貯金を奨励する標語が印刷されている（空白は実際には改行。歴史的仮名遣いなどはそのまま表記）。
- 一忠　二孝　三貯金
- 小さな貯へ　大きな力
- 貯金で　身が伸び　國が伸び
- 克く緊め　克く貯め　克く學べ
- 貯金報國　我等の　つとめ　（10銭切手が刷り込まれていない台紙のみ表記）

## その他の貯金切手
郵便切手類としての貯金切手は、他にも発行されていた。
同種の貯金切手は1900年（明治33年）から発行開始され、1923年（大正12年）の取扱停止までに第5次まで発行されていた。本項の「郵便貯金切手」は第6次に該当する。
また、本項の「郵便貯金切手」と同時期に、ミツバチが図案のグラビア印刷による小型証紙「集金貯金預入票」が発行されていた。